# Caldwellia imperfecta
Caldwellia imperfecta је пуж из реда Stylommatophora и фамилије Euconulidae. 

## Угроженост
Ова врста се сматра рањивом у погледу угрожености врсте од изумирања.

## Распрострањење
Ареал врсте је ограничен на једну државу. 
Маурицијус је једино познато природно станиште врсте.